# Cimitirul evreiesc din Vadul-Rașcov
Cimitirul evreiesc este un cimitir amplasat în Vadul-Rașcov, raionul Șoldănești, Republica Moldova. Este un monument istoric de importanță națională inclus în Registrul monumentelor Republicii Moldova ocrotite de stat cu nr. 3003.1 (raionul Șoldănești). Datează din sec. XVIII–XX.